# Pipe Mania (videogioco 2008)
Pipe Mania è un videogioco rompicapo pubblicato nel 2008-2009 per Microsoft Windows, PlayStation 2, PlayStation Portable, Nintendo DS, iOS e dispositivi mobili J2ME dalla Empire Interactive. Si tratta di un rifacimento con molte novità del classico Pipe Mania uscito quasi vent'anni prima.
La rivista Play Generation classificò le versioni PlayStation 2 e PlayStation Portable come il secondo miglior gioco d'intelligenza del 2008. La stessa testata nel 2011 lo definì il quarto titolo rompicapo più cervellotico tra quelli disponibili su PlayStation 2.